# SN 2007pc
SN 2007pc – supernowa typu Ia odkryta 20 października 2007 roku w galaktyce A211549+0039. W momencie odkrycia miała maksymalną jasność 21,40m.